# فاسبوراكان

فاسبوراكان ( (بالأرمنية: Վասպուրական)‏ ، النطق الأرمني الغربي : Vasbouragan ) كانت المقاطعة الثامنة لمملكة أرمينيا القديمة، والتي أصبحت فيما بعد مملكة مستقلة خلال العصور الوسطى، ومركزها بحيرة فان . تقع اليوم فيما يعرف الآن جنوب شرق تركيا وشمال غرب إيران ، وتعتبر المنطقة مهد الحضارة الأرمنية.

## الإسم
أصل اسم فاسبوراكان يعود لجذور إيرانيّة. فقد ارتبط باللغة الفارسية الوسطى فاسبور ، والتي تعني "كبير ، وريث ، أمير".  في اللغة الفارسية الوسطى ، أشار فاسبوراكان إلى أعلى طبقة نبلاء في الإمبراطورية الساسانية. في الأرمينية ، نادراً ما استخدم فاسبوراكان ، وهي كصفة تعني "نبيل". على سبيل المثال ، vaspurakan gund ("جيش / قوات النبلاء") وهكذا ، يمكن ترجمة فاسبوراكان على أنها "أرض نبيلة" أو "أرض الأمراء".

## التاريخ

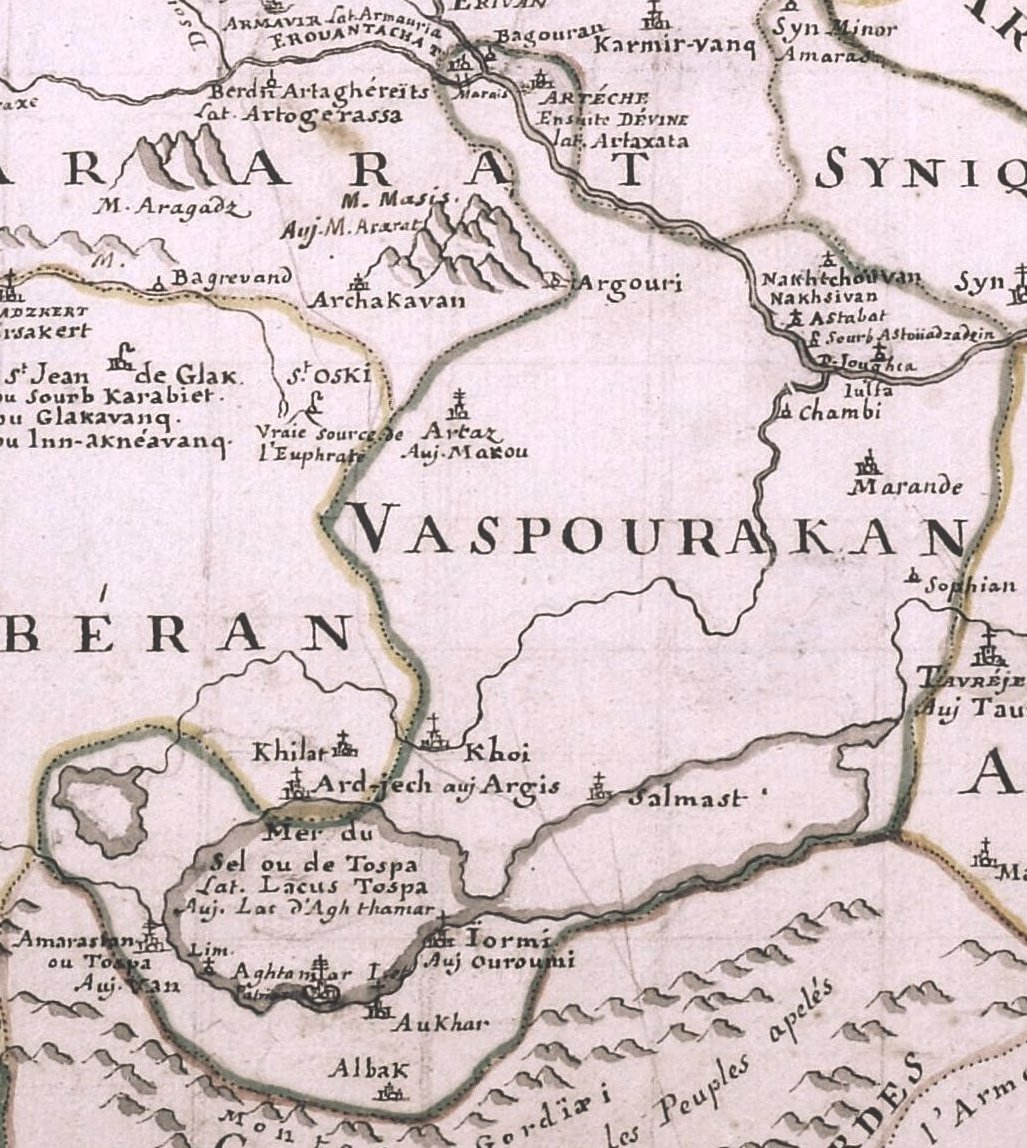
فاسبوراكان 1788، بواسطة رسام خرائط فرنسي غير معروف

من القرن التاسع قبل الميلاد، كانت فوسباراكان جزءاً من أورارتو . وفي القرن السادس قبل الميلاد ، أصبحت جزءاً من ساتراب أرمينية . ومنذ عام 189 قبل الميلاد ، أصبحت واحدة من مقاطعات مملكة أرمينيا، ثم أصبحت المنطقة جزءاً من السلالة الأرشكية الأرمنية . بعد تقسيم عام 387 حيث وقعت الإمبراطورية البيزنطية والساسانية معاهدة لتوزيع النفوذ، فقد تم ضمها إلى أرمينيا الفارسية، وفي القرن الثامن الميلادي، سقطت فوسباراكان كاملةً على يد العرب المسلمون، وقد حدثت العديد من الثورات في فاسبوراكان. وقد تحقق لأهاليها الاستقلال في عام 885، ضمن أراضي مملكة أرمينيا التي سيطرت على المنطقة حينها.[بحاجة لمصدر]

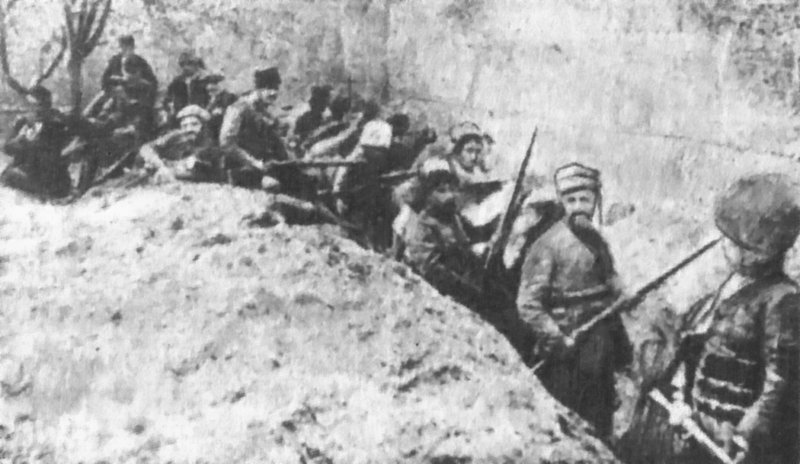
وحدات الدفاع الذاتية الأرمينية أقامت خط دفاع ضد القوات التركية في مدينة فان المسورة في مايو 1915

## مشاهير فوسباراكان
- خريميان حيرك
- ارام مانوكيان